# La Vie d'artiste (chanson)
Pour les articles homonymes, voir La Vie d'artiste.
Pistes de Chansons de Léo Ferré
À Saint-Germain-des-Prés Le Flamenco de Paris
La Vie d'artiste est une chanson de Léo Ferré sur la rupture amoureuse, enregistrée pour la première fois en 1950 et publiée la même année sur 78 tours par Le Chant du Monde. Elle est réenregistrée dans de meilleures conditions techniques en 1953, pour figurer dans son deuxième album intitulé Chansons de Léo Ferré (1954, toujours chez Chant du Monde). Cette chanson est considérée comme un de ses classiques. 
Elle ne doit pas être confondue avec La Vie d'artiste, opéra que Léo Ferré a écrit et composé au début des années 1950 et dont il a tiré au fil du temps plusieurs chansons (« Le Parvenu », « Miseria », « La Chemise rouge », « Les morts qui vivent », « Vison l'éditeur »…).

## Forme
Léo Ferré chante ici pour la première fois la rupture amoureuse. Le point de vue adopté est celui de l'artiste abandonné par sa compagne, pour son manque de succès et la vie matériellement difficile qui en découle. Cette poignante chanson, cruellement lucide et dépourvue de tout pathos, est inspirée à Léo Ferré par son propre vécu récent (mariage malheureux et divorce avec sa première femme Odette Schunck).
Les paroles ont été écrites en collaboration avec son ami Francis Claude, comédien, homme de radio, directeur artistique et animateur de différents cabarets « rive gauche » (dont le plus célèbre est le Milord l'Arsouille). 
La musique est composée par Léo Ferré.

## Enregistrement
Dans les deux premières versions studio de cette chanson, Léo Ferré s'accompagne seul au piano. Les deux interprétations diffèrent peu. 
Ferré réenregistre cette chanson chez Barclay en 1969, dans une version orchestrée par Jean-Michel Defaye sur l'album de circonstance Les Douze Premières Chansons de Léo Ferré, la transformant en quelque chose de plus « pop », presque allègre. 
À l'occasion de la parution en 1972 d'un album compilatoire intitulé Avec le temps : les chansons d'amour de Léo Ferré, ce dernier réenregistre la chanson en piano-voix. Dans cette ultime version studio il écarte la mélodie et dit le texte au lieu de le chanter, en accentuant le caractère intime, triste et désabusé. C'est cette version que Ferré interprétera ensuite sur scène jusqu'à la fin de sa carrière. 

### Production

#### Version de 1950
- Piano : Léo Ferré
- Prise de son : ?
- Production exécutive : Yvette Loreille

#### Version de 1954
- Piano : Léo Ferré
- Prise de son : ?
- Production exécutive : ?

#### Version de 1969
- Les musiciens n'ont pas été identifiés à ce jour.
- Prise de son : Gerhard Lehner
- Production exécutive : Richard Marsan

#### Version de 1972
- Piano : Léo Ferré
- Prise de son : ?
- Production exécutive : Richard Marsan

## Reprises
Cette chanson a surtout été reprise par des femmes : Michèle Arnaud, Cora Vaucaire, Barbara, Renée Claude, Annick Cisaruk et de nombreux autres interprètes, cf Liste des interprètes de Léo Ferré. À noter que toutes (à l'exception d'Annick Cisaruk) reprennent la version originale, chantée, et non la version dite de 1972, qui est pourtant souvent considérée comme la version de référence parmi les quatre versions studio de Ferré.